# Wild and Woolly
Wild and Woolly (ang. Wild and Woolly) – amerykański niemy film z 1917 roku w reżyserii Johna Emersona.

## Obsada
- Douglas Fairbanks jako Jeff Hillington
- Eileen Percy  jako Nell Larabee
- Walter Bytell jako Collis J. Hillington
- Joseph Singleton jako Judson
- Calvert Carter jako Tom Larabee
- Forrest Seabury jako bankier
- J. W. Jones jako prawnik
- Charles Stevens jako Pedro
- Sam De Grasse jako Steve Shelby, pośrednik mieędzy rządem federalnym a Indianami
- Tom Wilson jako Casey, inzynier
- Ruth Allen
- Edward Burns
- Wharton James

## Wyróżnienia
| Rok wpisania | National Film Registry |
| ------------ | --- |
| 2002         | Lista filmów budujących dziedzictwo kulturalne USA utworzona przez National Film Preservation Board i przechowywana w Bibliotece Kongresu Stanów Zjednoczonych |